# 道の駅きらら あじす
道の駅きらら あじす（みちのえき きらら あじす）は、山口県山口市にある山口県道212号山口阿知須宇部線・山口県道213号きらら浜沖の原線の道の駅である。

## 概要
「道の駅「きらら あじす」設置及び管理条例並びに同条例施行規則」により設置されている。2004年（平成16年）8月9日に道の駅に登録、2005年（平成17年）3月26日に山口県内18番目の道の駅としてオープンした。2023年（令和5年）3月26日にリニューアルオープン。

### 歴史
- 2004年（平成16年）8月9日 - 道の駅第20回登録において、「道の駅きらら あじす」として登録。
- 2005年（平成17年）3月26日 - 開駅。
- 2023年（令和05年）3月26日 - リニューアルオープン[2][3]。

## 施設
- 駐車場：98台
  - 普通車：91台
  - 大型車：4台
  - 身障者用：3台
- トイレ
  - 男：大 4器、小 7器
  - 女：7器
  - 身障者用：3器
- 公衆電話：1台
- 駅舎本棟
  - 特産物直売所
  - パン工房「きららベーカリー」
  - 軽食コーナー
  - もち工房「福福」
  - 休憩コーナー
- レストラン棟
  - レストラン「創食也 然（しか）り」

### 名物
- 阿知須のかぼちゃソフトクリーム

## 休館日
- 年中無休

## アクセス
- 山口県道212号山口阿知須宇部線・山口県道213号きらら浜沖の原線 - 登録路線
- E2 山口宇部道路 阿知須ICから4.7 km、8分

## 周辺
- きらら浜
  - 山口きらら博記念公園
  - 山口県立きらら浜自然観察公園
- 周防大橋
- 阿知須温泉